# Шадван (протока)
Ша́дван — протока в північній частині Червоного моря. Протікає між островами Губаль і Тавіла на заході та островом Шадван на сході. В протоці знаходяться острови Сіюль та Сіюль-Кебіра, рифи Умм-Уш, Абу-Нухас та Сліпий риф.
| Єгипет | Це незавершена стаття з географії Єгипту. Ви можете допомогти проєкту, виправивши або дописавши її. |